# Zak McKracken and the Alien Mindbenders
Zak McKracken and the Alien Mindbenders è un'avventura grafica pubblicata nel 1988 dalla LucasArts, al tempo conosciuta come Lucasfilm Games. Fu il secondo gioco a usare il motore SCUMM, dopo Maniac Mansion.
Originariamente pubblicato per il Commodore 64, successivamente fu convertito per Amiga, Atari ST e per MS-DOS, utilizzando la grafica EGA. Un'ulteriore versione fu successivamente sviluppata per il sistema FM Towns giapponese con grafica VGA e musica da CD. Il progetto fu diretto da David Fox con Matthew Kane come co-progettista e programmatore. Zak McKracken ricevette molte buone recensioni dalla critica, e divenne un cult soprattutto in Europa.

## Trama
La trama vede Zachary "Zak" McKracken, un giornalista frustrato che lavora per un giornale scandalistico (il National Inquisitor), e in seguito Annie Larris, Melissa China e Leslie Bennett, tre studentesse di Yale, nel loro tentativo di salvare il mondo distruggendo una diabolica macchina creata dagli alieni che sta, lentamente ma inesorabilmente, riducendo l'intelligenza degli abitanti della Terra sfruttando la rete telefonica.
Nel prologo, Zak insiste con il suo direttore affinché gli dia un'occasione per dimostrare quanto vale, e il direttore lo invia a indagare su un fenomeno paranormale avvenuto nella campagna statunitense. Il gioco inizia con Zak nel suo appartamento, con il primo obiettivo di recarsi in aereo sul luogo del fenomeno. Scoprirà invece il complotto degli alieni, che si aggirano sulla Terra "travestiti" con i classici occhialoni e baffi finti da carnevale. Per sventarlo dovrà recuperare i pezzi di un antico manufatto alieno sparsi per il mondo e anche su Marte.
Il gioco è evidentemente ispirato alle teorie complottiste su alieni, antichi astronauti e civiltà misteriose. I luoghi in cui è ambientato il gioco sono i preferiti di questo tipo di letteratura, come le piramidi egizie, Lima, Stonehenge, Atlantide, una cadillac spaziale con Elvis e perfino la Faccia di Marte. L'atmosfera New Age del gioco è abbastanza evidente: si incontrano un guru e uno sciamano, i quali detengono il sapere necessario a salvare la Terra, i cristalli detengono effettivi poteri, ecc. 
David Fox, l'ideatore e programmatore capo, aveva infatti l'intenzione di creare un gioco a tema New Age; nel design iniziale inoltre il gioco era una commedia con umorismo più sottile, ma durante lo sviluppo, su iniziativa di Ron Gilbert, l'azienda decise di dargli una comicità più surreale e stravagante.

## Modalità di gioco
Il giocatore controlla inizialmente Zak, ma in seguito si alternerà con altri personaggi.
Nella parte superiore dello schermo viene mostrata la scena attuale, a volte con scorrimento orizzontale, mentre in basso si trovano i vari comandi che il giocatore può dare e l'inventario degli oggetti posseduti, sotto forma di brevi stringhe di testo come "Premi", "Apri", "Vai". Il gioco era inizialmente in inglese ma uscì successivamente anche in italiano.
Il controllo avviene tramite un puntatore, mosso con il mouse o su Commodore 64 con il joystick, con il quale si può cliccare sui comandi e sugli elementi della scena.

## Autori
- David Fox - designer, capoprogetto
- Matthew Kane - designer, programmatore, musica ed effetti sonori
- David Spangler - designer
- Ron Gilbert - designer
- Mark J. Ferrari - grafica e animazione
- Basilio Amaro - grafica e animazione
- Martin Cameron - grafica e animazione
- Gary Winnick - grafica e animazione
- Dave Hayes - musica ed effetti sonori
- Dave Warhol - musica ed effetti sonori
- Aric Wilmunder - versione IBM
- Steve Purcell - Grafica della confezione di gioco

## Seguiti
Non c'è mai stato un seguito ufficiale, ma esistono diverse produzioni amatoriali.
Un fangame di un certo rilievo è Zak McKracken: Between Time and Space del 2008. Sviluppato da The Artificial Hair Brothers, è un seguito delle avventure di Zak. Il videogioco è stato completato ed è disponibile gratuitamente.
La rivista italiana Zzap!, che già aveva assegnato la "Medaglia d'oro" a Zak McKracken, recensiva nell'aprile 1989 il suo seguito, intitolato The Mindbenders are back: gratificata da un voto pari addirittura al 98% e dalla "Medaglia d'oro", sembrava essere la più grande avventura di tutti i tempi. In realtà si trattava di un "pesce d'aprile" della redazione.